# 蔥抓餅
蔥抓餅，抓餅（又變化出手抓餅）是一種現時流行於台灣和大陸的傳統小吃。因製作過程會用手將餅皮抓起，使餅皮看似鬆散，在台灣則是稱作「蔥抓餅」。蔥抓餅與蔥油餅的製作材料和做法相似，但其差異在於抓餅的餅皮有被手或工具抓出膨鬆的口感，並且可加蛋或芝士做為內餡與佐料食用。由於抓餅的做法簡單，材料準備容易，是一項快速可食用的熱食，因此會有家庭買餅皮回家製作食用，在夜市、超級市場皆有販賣蔥抓餅皮。

## 歷史
起源自山東，在還沒有蔥抓餅名稱之前，抓餅是以「油旋」之名來稱呼。
2004年時，蔥抓餅被發現在台灣的煙仔虎灣夜市變化成潮流小吃——手抓餅，並於次年由台灣引進到中國大陸。手抓餅有多種搭配，例如：雞蛋，豬肉叉燒，牛肉，香腸，雞排，培根，火腿，雞柳，蔬菜等輔料，也可搭配醬爆汁，孜然香辣醬，番茄沙司，麻辣汁，甜辣醬，甜味沙拉醬，黑椒醬，排骨醬等醬料。

## 做法
蔥抓餅材料有麵粉、蔥、砂糖、鹽，芝麻可有可無。
先將麵粉混合適量砂糖、鹽等調味料，加水揉成麵糰後鬆弛約30分鐘，再將鬆弛好的麵糰平均分配等量桿成適當厚度的麵皮，抹點油和蔥花、芝麻，再鬆弛約30分鐘，最後桿開成薄片用平底鍋煎至兩面呈金黃色，趁熱將餅皮拍壓再抓散即可食用。

## 和蔥油餅的區別
蔥抓餅 --- 顧名思義，抓餅裡面添加蔥
抓餅---是屬於道地的北方麵食，中國早期因為氣候環境關係，北方人的飲食以小麥製成的食物為大宗，除了饅頭包子外還有麵，而抓餅是小麥製品的另一項延伸性食物，跟抓餅同屬性的北方代表麵食非以"烙餅"莫屬。
烙餅是將麵糰桿成扁平圓形，再以文火乾烙（不加油或只加少許油），加熱完成後，用手擠壓烙成細絲狀，這細絲狀就有點像細的乾麵條一樣，再搭配一些肉、菜等配菜一起食用。
而抓餅是延伸烙餅的創意改良的近代商品，強調的是層次及酥脆感，然而，系出同門，所謂北方抓餅跟南方抓餅更甚台式抓餅亦因不同的創意而產生不同的製作方式跟口感。 
蔥油餅--- 顧名思義，油餅裡加蔥
油餅又是以饒富油脂的麵糰製成，不強調層次感，只強調麵體的油香及鬆軟口感。
所以如果要簡單區分蔥油餅跟抓餅的不同，那就是蔥油餅是不需要拍打擠壓出層次就可吃出產品口味的，而抓餅，一定要透過擠壓拍打出多層次的口感才是表現抓餅原有之特色。

## 相似食品
薄餅類：
- 意大利薄餅（Pizza）
- 饃饃，又叫薄餅，一般會夾上北京填鴨一同食用
- 潤餅（Popiah），又名薄餅，風行福建、台灣、東南亞等地
- 法國薄餅（Crêpe），又名手捲班戟
- 印度甩餅（Naan）
- 墨西哥捲餅（Tortilla）